# Programa de Controle Médico de Saúde Ocupacional
O Programa de Controle Médico de Saúde Ocupacional -  PCMSO  é um procedimento legal estabelecido pela Consolidação das Leis do Trabalho, no Brasil, mediante a Norma Regulamentadora 7, visando proteger a Saúde Ocupacional dos trabalhadores.
Algumas de suas exigências básicas são a realização e registros dos seguintes exames em todos os empregados de uma empresa
:
- Exame admissional;
- Exame periódico;
- Exame de retorno ao trabalho (após afastamento por doença ou acidente);
- Exame de mudança de função;
- Exame demissional.

O PCMSO (Programa de Controle Médico de Saúde Ocupacional) é o conjunto dos procedimentos que devem ser adotados pelas empresas com o objetivo de prevenir e diagnosticar precocemente os danos à saúde decorrentes do trabalho.
O PCMSO, só pode ser realizado por médicos dos serviços especializados em engenharia de segurança e medicina do trabalho, o SESMT da empresa, e executado por um coordenador responsável.
Para identificar esses riscos, ele deve ser compatível com o PPRA – Programa de Prevenção de Riscos Ambientais. O PCMSO foi criado em 29 de dezembro de 1994 com a reedição da NR 7 (Norma Regulamentadora 7), da Portaria 3.21478 do Ministério do Trabalho.
Ficam desobrigados de indicar médico coordenador as empresas de grau de risco 1 e 2, segundo o Quadro I da NR-4, com ate 25 empregados.